# Regiones de Lituania

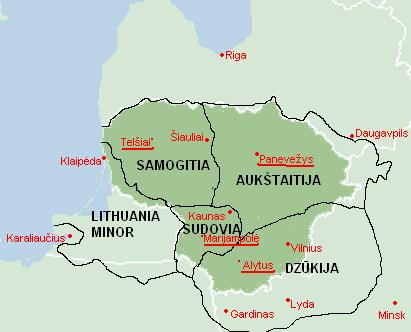
Las cinco regiones etnográficas de Lituania:
* en verde oscuro: territorio actual de Lituania;
* líneas negras: límites de las regiones históricas;
* líneas blancas: fronteras de los Estados actuales (enclave de Kaliningrado y Polonia, al sur; Bielorrusia, al sureste y Letonia, al norte.

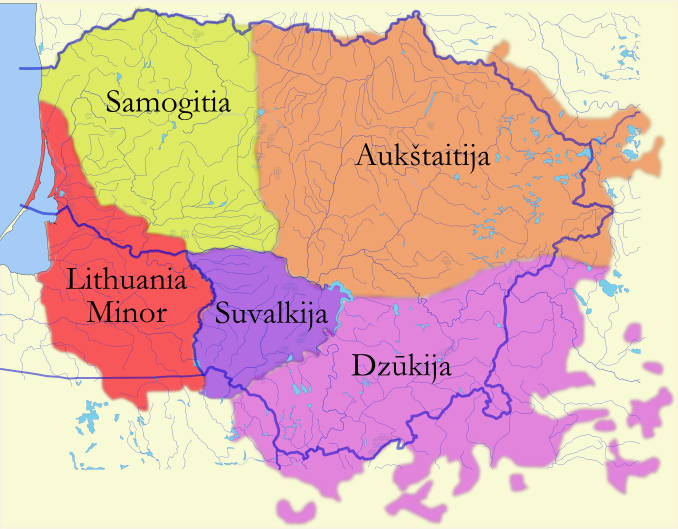
regiones etnográficas históricas

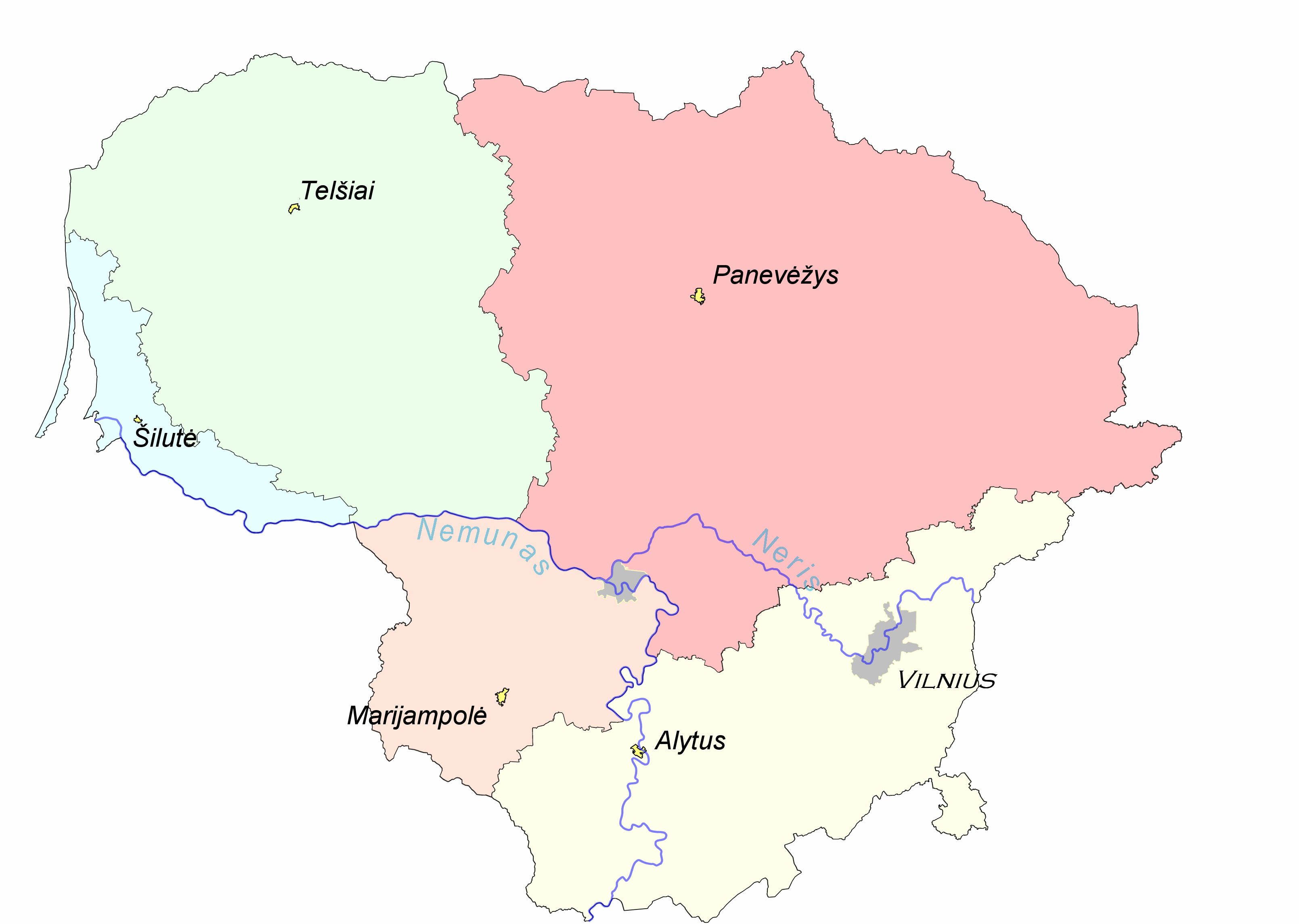
Mapa de Lituania con las 5 áreas históricas y sus capitales (basado en el mapa aprobado por el «Consejo para la protección de la cultura étnica», un consejo especializado establecido por Seimas.)
Lituania Menor
Samogitia
Alta Lituania
Suvalkija
Dzūkija

Lituania se puede subdividir en regiones (en lituano: regionai) desde el punto de vista histórico o etnográfico cuyos límites son imprecisos ya que no constituyen unidades políticas o administrativas oficiales. Su delimitación es cultural: tradiciones y estilos de vida locales, canciones, cuentos, etc. En cierta medida, las regiones se superponen con las áreas en que se hablan los diferentes dialectos lituanos, aunque esta correspondencia no es rigurosa; por ejemplo, aunque al dialecto dzūkian también se le llama aukštaitian del sur, eso no significa que la región de la Dzūkija sea parte de la Alta Lituania (en lituano: Aukštaitija). En ciertas partes de algunas regiones se hablan los dialectos de otras regiones, mientras que, por ejemplo, en Samogitia hay tres dialectos nativos, el samogitiano del sur, del norte y del oeste, algunos aún más divididos en sub-dialectos.

## Regiones políticas
Ninguna región, excepto la Samogitia, ha sido nunca una entidad política o administrativa. Sin embargo hay trabajos recientes que han intentado delinear más claramente sus fronteras, porque hay un proyecto para transformar el sistema de las apskritis  en Lituania en regiones etnográficas, que se llamarían "provincias" (en singular  - žemė, en plural - žemės,  análogas a los Länder alemanes). Este proyecto se justifica por el hecho de que con los poderes limitados que tiene, diez apskritis no son necesarias en Lituania. Otro argumento es que en otros países, los territorios históricos se actualizan, mientras que en Lituania se mantienen los apskritis creados artificialmente. El proyecto fue apoyado por el expresidente Rolandas Paksas, pero la cuestión de saber si seguirá adelante y cuándo se implementará permanece abierta. Sin embargo, recientemente Dzūkija adoptó un escudo y un emblema que se utilizaría si la reforma se llevase a cabo y que también se inspira en el escudo de armas de la apskritis de Alytus de la que casi todo el territorio se encuentra en la Dzūkija.
Samogitia tiene una bandera y un escudo de armas que datan de la época del Ducado de Samogitia, siendo símbolos más antiguos que la misma bandera de Lituania. La Lituania Menor tiene una bandera, usada desde el siglo XVII y un himno del siglo XIX. Sin embargo, si la reforma se llevase a cabo, es probable que fueran 4 y no 5 las provincias, ya que casi la totalidad de la Lituania Menor es ahora un territorio de Rusia del que los lituanos han sido expulsados; la delgada franja de la antigua Lituania Menor que aún pertenece al territorio lituano está además también poblada por gente de origen no lituano, ya que muchos de sus habitantes originales fueron asesinados durante la Segunda Guerra Mundial o deportados. Esta es la razón por la que propuesta provincia de Lituania Menor sería probablemente ligada a la de Samogitia.
Aunque estas regiones no son entidades políticas o administrativas, la mayoría tienen su capital, es decir las ciudades generalmente considerados como tales. No son necesariamente las ciudades más grandes de las regiones.

## Lista de regiones
- Alta Lituania o Lituania Mayor (Aukštaitija, literalmente: 'tierras altas'): región del noreste de Lituania, que también incluye algunos territorios lituanos históricos del sudoeste de Letonia y del noroeste de Bielorrusia. Su capital es Panevėžys, también la ciudad más grande en la región.

- Samogitia (Žemaitija, lit. 'tierras bajas'): región de Lituania occidental. Su capital es Telšiai, aunque la ciudad más poblada es  Šiauliai.

- Lituania Menor  o  Baja Lituania (Mažoji Lietuva): región costera de Lituania, que también incluye los territorios lituanos históricos de lo que hoy es el enclave ruso del óblast de Kaliningrado y parte de la Polonia septentrional. Su ciudad más grande es Klaipėda.

- Dzūkija o Dainava (este último nombre significa literalmente 'país de las canciones'): región sudeste de Lituania, que también incluye territorios históricos extensos de Lituania en Bielorrusia, y algunos en Polonia. Su capital es Alytus, y la ciudad más grande es Vilnius.

- Sudovia (Sūduva o Suvalkija (este último nombre significa lit. 'Tierra de Suvalkai' y proviene de una confusión, razón por la que se prefiere el nombre de Suduva): región del sudoeste de Lituania, que también incluye una pequeña zona de lo que hoy es parte de Polonia. Es la más pequeña de las regiones etnográficas y su capital es Marijampole, y su ciudad más poblada es Kaunas.